# سربازان خاکستری

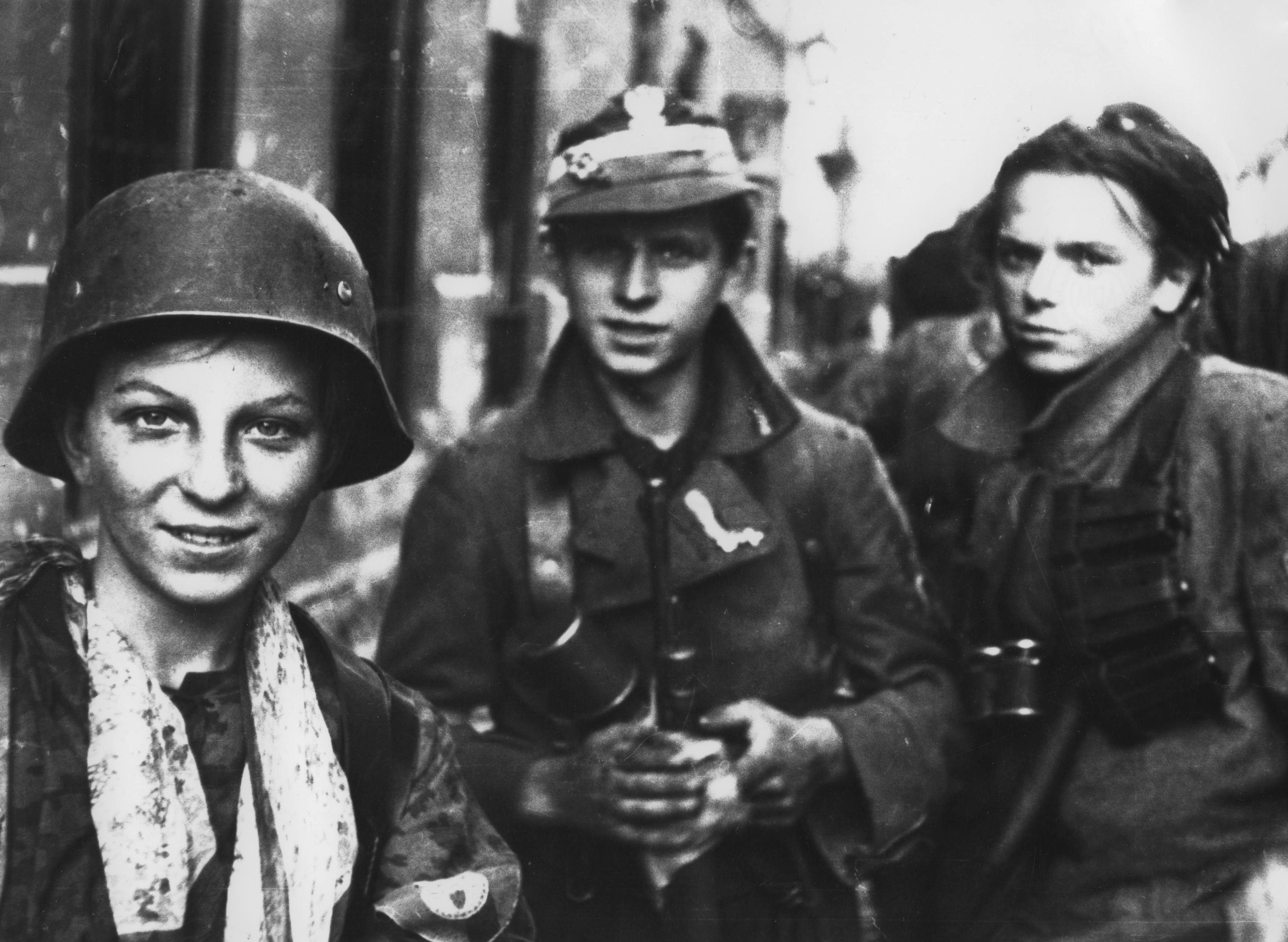
پیشاهنگان لهستانی در حال مبارزه در قیام ورشو

سربازان خاکستری (لهستانی: Szare Szeregi) اسم رمز یک گروه شبه نظامی مخفی از انجمن پیشاهنگی و هدایت لهستان بود که در دوران جنگ جهانی دوم فعالیت داشتند. این سازمان در زمان جنگ و در ۲۷ سپتامبر ۱۹۳۹ بنیان نهاده شد، و تا ۱۸ ژانویه ۱۹۴۵ در مقابل آلمان نازی در ورشو جنگید و فعالانه مقاومت کرد و سهمی مهم در جنبش مقاومت لهستان در جنگ جهانی دوم به رهبری دولت زیرزمینی لهستان داشت. برخی اعضای این گروه شبه نظامی از بهترین نیروهای آموزش دیدهٔ ارتش میهنی بودند. گروه سربازان خاکستری تا ۱ مه ۱۹۴۴ میلادی، ۸٬۳۵۹ عضو داشت و تا آن هنگام همه اعضا می‌بایست بالای ۱۷ سال باشند. اما از ۱۹۴۲ نوجوانان کم‌سن‌تر (۱۲ تا ۱۷ سال) هم به عضویت آنها درآمدند.
گرچه «سربازان خاکستری» به‌طور رسمی مستقل بودند، اما همکاری نزدیکی با نمایندگان هیئت دولت زیرزمینی و همچنین ستاد ارتش داخلی داشتند. این گروه مقر مرکزی اختصاصی خود را داشت که با نام رمز «محوطهٔ زنبوران» شناخته می‌شد که توسط سررسد به اضافه سه تا پنج معاون در رتبه «رسدیار» اداره و رهبری می‌شد.
سربازان خاکستری از اصول پیش از جنگ «انجمن پیشاهنگی و هدایت لهستان» پیروی می‌کردند: خدمت به مردم و کشور، و آموزش و ارتقای مهارت‌های‌شان. پیش‌تر نیروهای آلمان نازی «انجمن پیشاهنگی و هدایت لهستان» را یک سازمان جنایی اعلام و فعالیت‌شان را ممنوع کرده بود.
علاوه بر منشور اخلاقی پیشاهنگی، سربازان خاکستری یک مسیر عملی سه مرحله‌ای اساسی را نیز دنبال می‌کردند:
- «امروز» – مبارزه برای استقلال لهستان
- «فردا» – برای یک قیام سراسری و آزادی لهستان آماده شوید.
- «پس‌فردا» – برای بازسازی لهستان پس از جنگ آماده شوید.